# Анвар Абиджан
Анвар Абиджан (Абиджанов) (наст. имя Анваржан Обитжанов; 8 января 1947 — 11 апреля 2020) — узбекский советский журналист, поэт, писатель-фантаст. Народный поэт Узбекистана (1998).

## Биография
Родился в кишлаке Паласан Ферганской области, Узбекистана. Служил в Советской армии, работал хлопководом, литсотрудником в редакции газеты, редактором на радио. В 1979 окончил заочно факультет журналистики Ташкентского государственного университета. Работал редактором издательства «Ёш гвардия», в журналах «Молодая сила» (1988), «Муштум» (1988—1989), главным редактором в издательстве «Чулпан» (1989—1998), редактором на узбекском телевидении. Жил в Ташкенте.
Начал печататься в 1974 году. Писал на узбекском языке. Известен детской научно-фантастической повестью «Аламазон и его пехота» (переведено на русский в 1983), рассказывающей о необычайных приключениях семиклассника Аламазона и его друзей. Выпустил также сборник детской фантастики «Грозный Мешпалван» (1991).

## Публикации

### Книги
- Аламазон и его пехота: Фантастическая повесть / Пер. с узб. О. Ипатова. — Ташкент: Ёш гвардия, 1984. — 128 с. — 60 000 экз.
- Грозный Мешпалван: Сказки, приключения, фантастика / Пер. с узб. З. Тумановой, Р. Азимовой, Х. Исмаилова, Л. Самойлова. — Ташкент: Чулпон, 1991. — 336 с. — 75 000 экз. — ISBN 5-8250-0174-3.

### Произведения
- Аламазон и его пехота
- Автомальчик с золотым сердцем
- Самозванец номер 0099
- Оловджан-полководец
- Жизнь и смерть страдалицы мухи
- Чудаки вокруг нас
- Что только не приснится
- Сорочьи сплетни
- Грозный Мешпалван